# Antonio de Morga

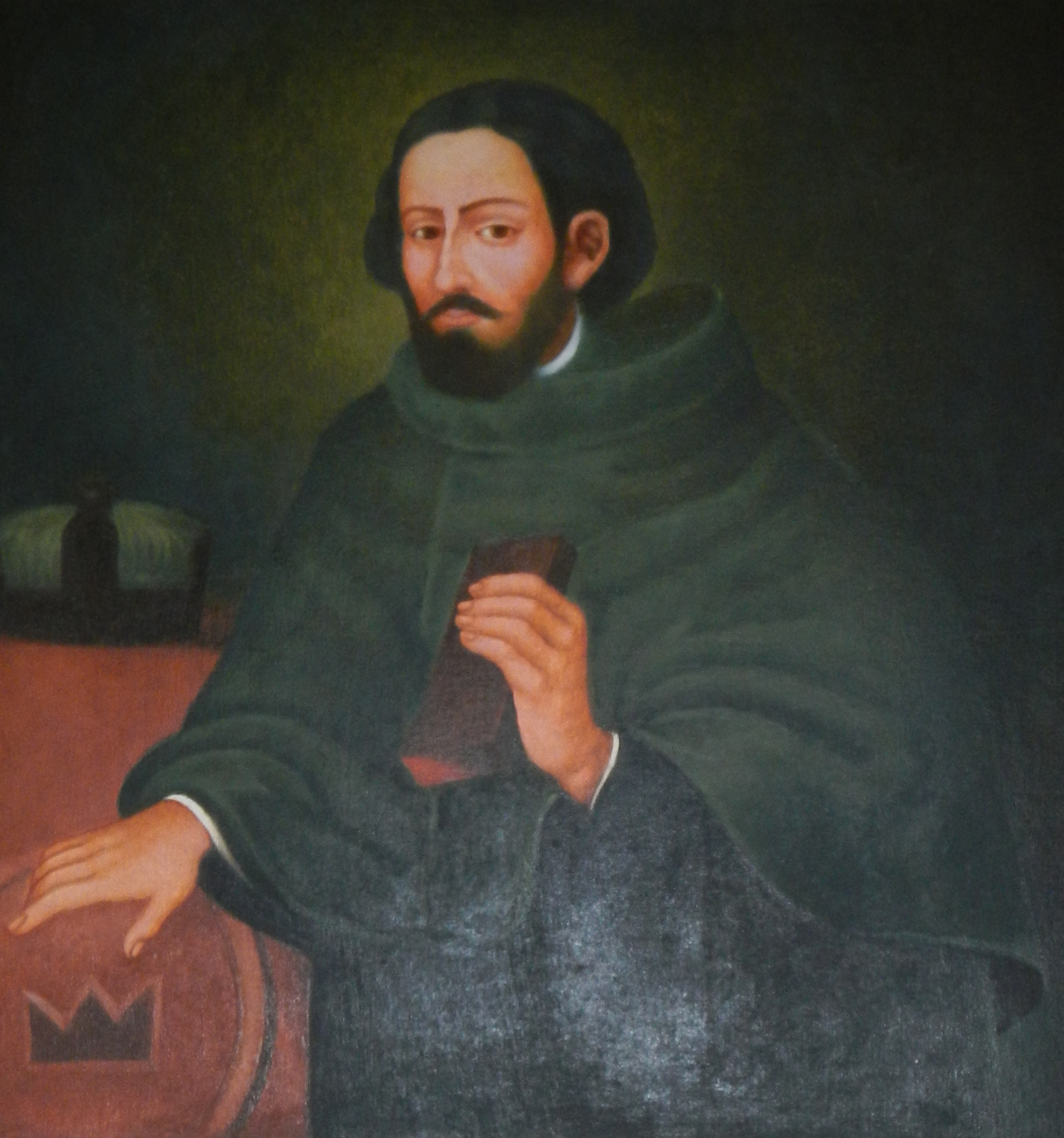
Antonio de Morga

Antonio de Morga Sánchez Garay (Sevilla, 29 november 1559 - Quito, 21 juli 1636) was een Spaans koloniaal bestuurder, rechter en historicus. De Morga vervulde functies in de koloniale overheid in de Filipijnen van 1595 tot 1603, in Nieuw-Spanje (Mexico) van 1603 tot 1615 en in Quito (Peru) van 1615 tot zijn dood in 1636. In 1600 leidde hij de twee Spaanse schepen die voor de kust van Manilla slag leverden met twee Hollandse schepen onder leiding van Olivier van Noort. Zijn boek Sucesos de las islas Filipinas, uit 1609, is een van de belangrijkste werken over de vroege Spaans koloniale tijd in de Filipijnen.

## Vroege levensloop en opleiding
Antonio de Morga was de tweede zoon van Pedro de Morga y Garay en Augustina Sanchez y López de Garfias. Op tienjarige leeftijd begon hij met studeren aan de universiteit van Salamanca. Daar behaalde hij in 1574 zijn baccalaureaat. Omdat zijn vader, een bankier, in die tijd al zijn vermogen verloor, zag zijn toekomst er echter niet rooskleurig uit. De hertog van Osuna, Don Pedro Giron, bood hem echter een vacante prebende van kanunnik aan bij het college der hogeschool van Osasuna. Op 24 december 1578 promoveerde hij daar tot doctor in het Canoniek recht. Nadien gaf hij les in Osasuna en twee jaar later behaalde hij een doctorstitel Civiel Recht aan de universiteit van Salamanca. Na het behalen van deze titel was De Morga werkzaam als advocaat
In 1982 trouwde De Morga met Juana de Briviesca Muñatones. Hij was op dat moment alcalde (burgemeester) van Baracaldo. Zijn vrouw was ongeveer even oud als De Morga, maar wel van hogere komaf. Samen met haar kreeg hij uiteindelijk tien kinderen, 5 meisjes en 5 jongens. Dit grote gezin was voor De Morga een reden om een beter betaalde baan in een van de Spaanse koloniën te accepteren. Op 18 augustus 1593 werd hij door koning Filips II benoemd tot plaatsvervanger (teniente-general) van de gouverneur-generaal van de Filipijnen en tot assesor. Zijn salaris zou 2000 peso per jaar bedragen. 
De Morga vertrok in februari 1594 vanuit Cádiz met zijn familie, en veertien bedienden om uiteindelijk in mei 1594 aan te komen in Nieuw-Spanje (Mexico). In afwachting van het tweede deel van zijn reis hield De Morga  toezicht de voorbereidingen en het bevoorraden van de twee Manillagaljoenen, de San Felipe en de Santiago die hem naar de Filipijnen zouden brengen. Ook rekruteerde hij 200 soldaten die het garnizoen in Manilla zouden moeten gaan versterken en was hij nog rechter van twee rechtszaken. De twee galjoenen vertrokken uiteindelijk op 22 maart 1595 vanuit Acapulco en stonden onder zijn leiding. Op 11 juni 1595 arriveerde De Morga met zijn gevolg in Manilla waar hij per direct zijn functie als luitenant van de gouverneur Luis Pérez Dasmariñas op zich nam. Hij werkte mee aan de residencia (standaard uitgevoerd onderzoek naar gedrag van een beambte na afloop van zijn termijn in de kolonie) van zijn voorganger Pedro de Rojas en rapporteerde jaarlijks over de stand van zaken in de kolonie aan Koning Filips II. Hij pleitte onder meer voor het in ere herstellen van de Audiencia van Manilla, hetgeen in 1598 uiteindelijk werd gehonoreerd. Met het opnieuw oprichten van de Audiencia verviel zijn functie als plaatsvervangend gouverneur-generaal en trad De Morga aan als senior oidor (rechter) in de Audiencia.

## Slag met Hollandse vloot
In 1600 blokkeerden twee Nederlandse schepen genaamd de Eendracht en de Mauritius onder leiding van Olivier van Noort Manillabaai in afwachting van een arriverend Manillagaljoen of Chinese handelsschepen. Volgens een verslag van De Morga zelf, werd hem door de Spaanse gouverneur-generaal Francisco de Tello de Guzmán en de Audiencia gevraagd om in de haven van Cavite een vloot gereed te maken om de Hollanders aan te vallen. De beschikbare schepen waren de San Diego, de San Bartolomé en enkele kleinere boten. Omdat deze twee schepen, gebruikt werden als vrachtschepen, moest er wat werk verricht worden. Volgens De Morga werden deze werkzaamheden op eigen kosten uitgevoerd.
Hoewel De Morga wel enige militaire ervaring had, omdat hij een generaal in de Spaanse vloot was geweest en bovendien enkele jaren luitenant kapitein-generaal van de Filipijnen, had hij geen gevechtservaring.
Op 1 december 1600 werd De Morga door gouverneur Tello benoemd tot kapitein-generaal van de vloot met de orders om de Hollanders aan te vallen. Op 14 december kwam het tot een treffen tussen de vier schepen. Omdat de kanonsluiken dicht zaten en hij daardoor geen opdracht kon geven om te vuren, gaf De Morga opdracht om de San Diego de Mauritius te laten rammen. Zo'n 30 soldaten en enkele zeelui enterden het schip en namen bezit van de bak en de after-cabin. De Hollandse vlaggenstandaard werd veroverd en de masten werden ontdaan van de zeilen en het tuig. De Hollanders trokken zich terug op de boeg waar ze zich leken over te geven. Terwijl de Hollanders wachtten op de voorwaarden voor overgave, ging het tweede schip, de Eendracht, ervandoor. De kapitein van de San Bartolome, Juan de Alcega, besloot daarop tegen de orders van De Morga in, achter de Eendracht aan te gaan. De Hollanders zagen de veranderde situatie als een goede kans en begonnen een man-tegen-mangevecht dat ruim 6 uur duurde. Aan beide zijden vielen hierbij vele doden. Op het moment dat er aan Hollandse kant nog weinig mannen over waren ontstond er brand aan boord van de Mauritius. De Spanjaarden trokken zich daarop terug, maar de San Diego bleek water te maken en begon te zinken.

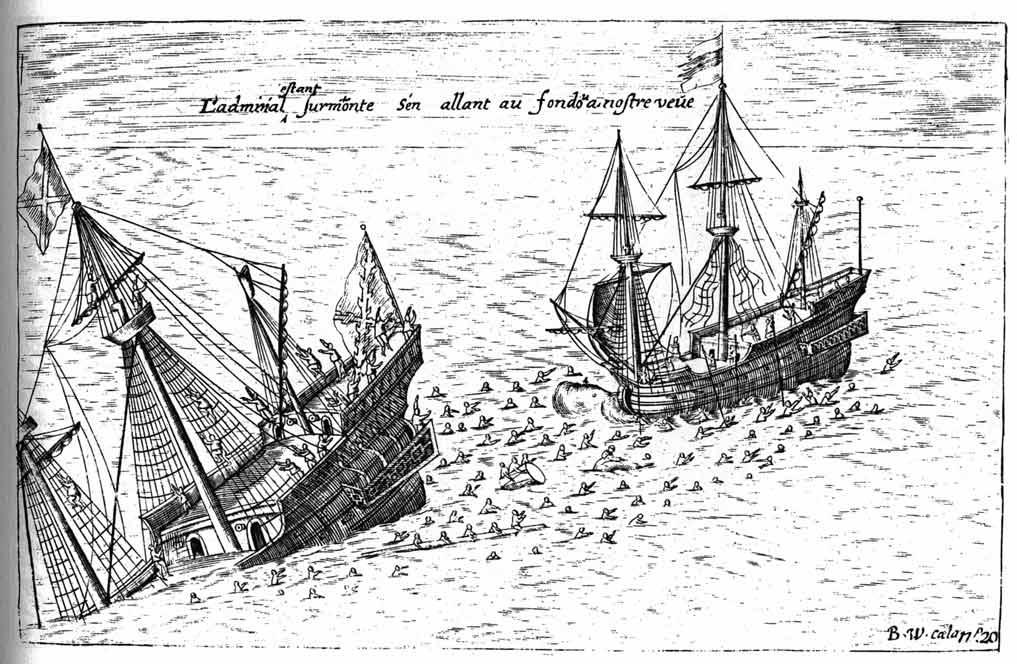
Een illustratie uit 1603 die het zinken van de San Diego en een zwaar beschadigde Mauritius laat zien

De Hollanders onder leiding van Olivier van Noort slaagden er ondertussen in om het vuur te doven en weg te varen met het zwaar beschadigde schip. De San Diego ondertussen zonk zo snel dat de meerderheid van de opvarenden het schip niet op tijd konden verlaten. Hierbij kwamen vele tientallen opvarenden om het leven. De Morga zelf zwom vier uur lang rond, met de Hollandse standaard bij zich, tot hij uiteindelijk, net als enkele medeopvarenden, een klein verlaten eiland (Fortune Island) bereikte.
De Mauritius met Olivier van Noort wist uiteindelijk Borneo te bereiken, om later als eerste Hollanders de reis rond de wereld te voltooien. De Eendracht werd uiteindelijk na een achtervolging en een gevecht veroverd door het andere Spaanse schip de San Bartolome waarna het naar Manilla werd gesleept. De kapitein en andere overlevenden, die door de Spanjaarden werden beschouwd als ordinaire piraten, omdat Spanje de Republiek der Zeven Verenigde Nederlanden op dat moment nog niet erkende, werden daar op orders van de gouverneur ter dood gebracht door middel van de garrote. De Spaanse kapitein Juan de Alcega zat wegens het negeren van de orders van De Morga enkele maanden in de gevangenis, maar werd uiteindelijk vrijgesproken. Antonio de Morga daarentegen werd beschuldigd van laf en onverantwoordelijk handelen. Het verlies van 137 Spaanse manschappen in de gevechten was een groot verlies voor de kleine Spaanse gemeenschap in de Filipijnse kolonie en werd hem zwaar aangerekend.
In 1992 werd de San Diego door Franse schatzoekers, onder leiding van Franck Goddio geborgen. Er werd een groot aantal artefacten (34.000) aangetroffen, waaronder Chinees porselein, celadon, Japanse katana's, Portugese kanonnen en Mexicaanse munten.

## Sucesos de las Islas Filipinas

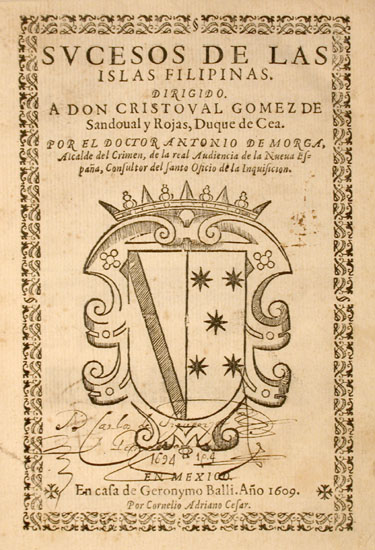
Titelpagina van Sucesos de las Islas Filipinas

Antonio de Morga had door zijn functies binnen de Spaans koloniale overheid in de Filipijnen toegang tot vele overheidsdocumenenten. Hij maakte gebruik van deze positie om aangevuld met zijn eigen observaties in het land een boek te schrijven over de gebeurtenissen in de Filipijnen van 1493 tot 1603. Het manuscript voor het boek circuleerde vele jaren ongepubliceerd tot De Morga op 7 april 1609 toestemming kreeg van de onderkoning van Nieuw-Spanje, Luis de Velasco, en de aartsbisschop van Mexico, García Guerra, voor de publicatie van het werk. De twee delen van het boek werden hetzelfde jaar nog gepubliceerd door Casa de Geronymo Balli, in Mexico-Stad.
In het boek worden vele politieke, sociale en economische aspecten van het leven in de Filipijnen uit de genoemde periode behandeld. Omdat het een van de eerste boeken die over de Filipijnen werd gepubliceerd, is het een van de belangrijkste historische bronnen uit de vroege Spaanse koloniale periode van de Filipijnen. Het boek werd veel later in het Engels vertaald door Lord Stanley, José Rizal en Emma Blair en J.A. Robertson in hun 55-delige publicatie The Philippine Islands, 1493-1898 uit 1907.